# Церква Успіння Пресвятої Богородиці (Пилипче)
Церква Успіння Пресвятої Богородиці в Пилипчому — парафія і храм греко-католицької громади Мельнице-Подільського деканату Бучацької єпархії Української греко-католицької церкви в селі Пилипче Чортківського району Тернопільської области.
Оголошена пам'яткою архітектури місцевого значення (охоронний номер 413).

## Історія церкви
Кам'яну церкву в селі Пилипче збудували у 1907 році на місці старого цвинтаря. Ініціатором будівництва та основним жертводавцем був житель села Дмитро Кубей. Стару дерев'яну церкву розібрали.
У 1911–1912 роках оздоблення храму виконав художник Михайло Шурма.
До 1946 року громада була греко-католицькою, а з 1946 по 1964 рік належала до РПЦ.
З 1964 по 1988 рік церква була закрита державною владою. У цей період віряни відвідували богослужіння в сусідніх селах.
У 1988 році храм знову відкрили в підпорядкуванні РПЦ. Ремонт проводили силами громади, а також за підтримки місцевого колгоспу. Дерев'яний іконостас розписав Яків Гніздовський (племінник відомого художника Якова Гніздовського), якому допомагав Роман Стратійчук.
У 1991 році парафія повернулася в лоно УГКЦ. Першу єпископську візитацію провів владика Михаїл Сабрига.
6 серпня 2007 року відбулося святкування 100-річчя храму. З цієї нагоди з візитацією прибув владика Іриней Білик, який освятив дубовий хрест біля церкви.
10 березня 2012 року село з приватним візитом відвідав блаженніший Любомир Гузар. Він відвідав шкільний музей Якова Гніздовського, а потім у церкві відслужив панахиду за упокій його душі.
При парафії діє спільнота «Матері в молитві». Парафія володіє церквою, дзвіницею, капличкою та проборством.

## Парохи
- о. Григорович,
- о. Іван Устиянович,
- о. Дмитро Паляниця,
- о. Роман Тичинський,
- о. Гордійчук,
- о. Гунчак,
- о. Остап Гаврилів (РПЦ),
- о. Григорій Дребіт,
- о. Олег Косован,
- о. Василь Стасів,
- о. Валерій Канд'юк,
- о. Ярослав Манчуленко,
- о. Андрій Сенишин (з 3 лютого 2007).